# Episodi di Janet King (prima stagione)
La prima stagione della serie televisiva Janet King è stata trasmessa in Australia su ABC1 dal 27 febbraio al 17 aprile 2014.
In Italia è inedita.
| nº | Titolo originale             | Titolo in italiano | Prima TV Australia | Pubblicazione Italia |
| -- | ---------------------------- | ------------------ | ------------------ | -------------------- |
| 1  | A Song of Experience         |                    | 27 febbraio 2014   |                      |
| 2  | Every Contact Leaves a Trace |                    | 6 marzo 2014       |                      |
| 3  | Natural Justice              |                    | 13 marzo 2014      |                      |
| 4  | The Third Man                |                    | 20 marzo 2014      |                      |
| 5  | Lurking Doubt                |                    | 27 marzo 2014      |                      |
| 6  | Overtime                     |                    | 3 aprile 2014      |                      |
| 7  | An Achilles Heel             |                    | 10 aprile 2014     |                      |
| 8  | The Greatest Good            |                    | 17 aprile 2014     |                      |